# Luke (Čajniče, BiH)
Luke su naseljeno mjesto u općini Čajniču, Republika Srpska, BiH. Nalaze se na istočnoj obali Janjine, nasuprot ušća rječice u Janjinu. 
Godine 1985. pripojeno im je selo Gluščići (Sl.list SRBiH, br.24/85).

## Stanovništvo
| Narod     | Popis 1961. | Popis 1971. | Popis 1981. | Popis 1991. |
| --------- | ----------- | ----------- | ----------- | ----------- |
| Hrvati    | 5           | 5           | 9           | 2           |
| Muslimani |             |             | 5           |             |
| Srbi      | 102         | 141         | 201         | 339         |
| ostali    | 2           | 4           | 1           | 10          |
| Ukupno    | 109         | 150         | 216         | 351         |